# Тимощук Василь Іванович
Тимощук Василь Іванович (*1907, с. Миропіль, Житомирський повіт, Волинська губернія — †1970, Полонне, Хмельницька область) — залізничник, учасник Другої світової війни. Комуністи вирішили його зробити кавалером свого ордену Герой Радянського Союзу.

## Біографія
Народився Тимощук Василь Іванович в 1907 році в селищі Миропіль Житомирської області. До війни тринадцять років працював на залізничній станції Миропіль вантажником. вагарем, черговим і начальником станції Майдан-Вил Шепетівського району.
У вересні 1941 року направлений з групою бійців у тил ворога для організації партизанської боротьби у рідні місця на Житомирщині. Встановив зв'язок з підпільною групою підполковника Е.Старченка. Створив групи підпільників у Мирополі, Понінці, Полонному, які були пізніше об'єднані в добре організований партизанський загін.
Під командуванням Тимощука партизани провели низку успішних операцій на залізничних дорогах: знищили 37 ворожих ешелонів, розповсюджували листівки, збирали зброю, здійснювали диверсії.
Наш командир, — згадує колишній зв'язківець загону І. Л. Герасимчук, — завжди давав чіткі завдання і вимагав точного їх виконання. Він підтримував зв'язки з жителями багатьох сіл, і з їх допомогою партизани зривали задуми фашистських властей, рятували від загибелі і відправки в рабство тисячі сільських юнаків і дівчат.
Восени 1943 року гітлерівці вчинили страшну провокацію. Вони вивели зі станції Печанівка і зупинивши в лісі ешелон з радянськими військовополоненими, сподіваючись, що його зірвуть партизани. Це викличе гнів і недовір'я до них у місцевих жителів. Але партизани, які прибули до місця стоянки ешелону, знищили лише німецьку охорону. Звільнені військовополонені влилися в загін, який був перетворений згодом в окремій батальйон. Під командуванням Тимощука батальйон провів десятки боїв, сміливих рейдів по тилах ворога.
Взимку 1944 року, коли ворог відступав, Тимощук одержав наказ — не дати ворогові зірвати залізничні мости в Полонному і Мирополі. Партизани успішно виконали надзвичайно важливе завдання. За подвиги в боях Василю Івановичу Тимощуку 24 березня 1944 року було присвоєно звання Героя Радянського Союзу. Після війни Василь Іванович працював начальником станції Полонне.
Помер у 1970 році і похований в м. Полонному.